# Cicleo
En la mitología griega, Cicleo (Griego antiguo: Κυκλαίος) fue un héroe local de la antigua Platea, a quien los platenses sacrificaron porque el oráculo de Delfos les había dado dicho oráculo. 
Clemente de Alejandría le menciona en su discurso "motivacional" a los paganos ("Motivacional a los griegos" ), del siglo II a. C.: "(...) y Pitia obligó a los platenses a sacrificar a Andócrates y Demócrito, y a Cicleo y Lefkos, mientras las Guerras Medias estaban en su apogeo" .